# 셜리 윌리엄스
셜리 윌리엄스(영어: Shirley Williams, Baroness Williams of Crosby, 1930년 7월 27일 ~ 2021년 4월 12일)은 영국의 정치인이다. 노동당 정부에서 교육과학부 장관을 역임하였으며, 사회민주당의 초기 설립자이다.

## 역대 선거 결과
| 선거명      | 직책명                                | 대수 | 정당       | 득표율 | 득표수   | 결과 | 당락                              |
| ----------- | ------------------------------------- | ---- | ---------- | ------ | -------- | ---- | --------------------------------- |
| 1964년 선거 | 하원의원 (히친 선거구)                | 43대 | 노동당     | 45.84% | 34,034표 | 1위  | 히친 하원의원 당선                |
| 1966년 선거 | 하원의원 (히친 선거구)                | 44대 | 노동당     | 56.52% | 42,233표 | 1위  | 히친 하원의원 당선                |
| 1970년 선거 | 하원의원 (히친 선거구)                | 45대 | 노동당     | 48.53% | 40,932표 | 1위  | 히친 하원의원 당선                |
| 1974년 선거 | 하원의원 (하트퍼드 스테버니지 선거구) | 46대 | 노동당     | 44.65% | 30,343표 | 1위  | 하트퍼드 스테버니지 하원의원 당선 |
| 1974년 선거 | 하원의원 (하트퍼드 스테버니지 선거구) | 47대 | 노동당     | 47.13% | 29,548표 | 1위  | 하트퍼드 스테버니지 하원의원 당선 |
| 1979년 선거 | 하원의원 (하트퍼드 스테버니지 선거구) | 48대 | 노동당     | 43.23% | 30,443표 | 2위  | 낙선                              |
| 1981년 선거 | 하원의원 (크로즈비 선거구)            | 48대 | 사회민주당 | 49.07% | 28,118표 | 1위  | 크로즈비 하원의원 당선            |
| 1983년 선거 | 하원의원 (크로즈비 선거구)            | 49대 | 사회민주당 | 41.96% | 27,203표 | 2위  | 낙선                              |
| 1987년 선거 | 하원의원 (케임브리지 선거구)          | 50대 | 사회민주당 | 30.62% | 16,564표 | 2위  | 낙선                              |